# Graanpakhuis (Rottevalle)

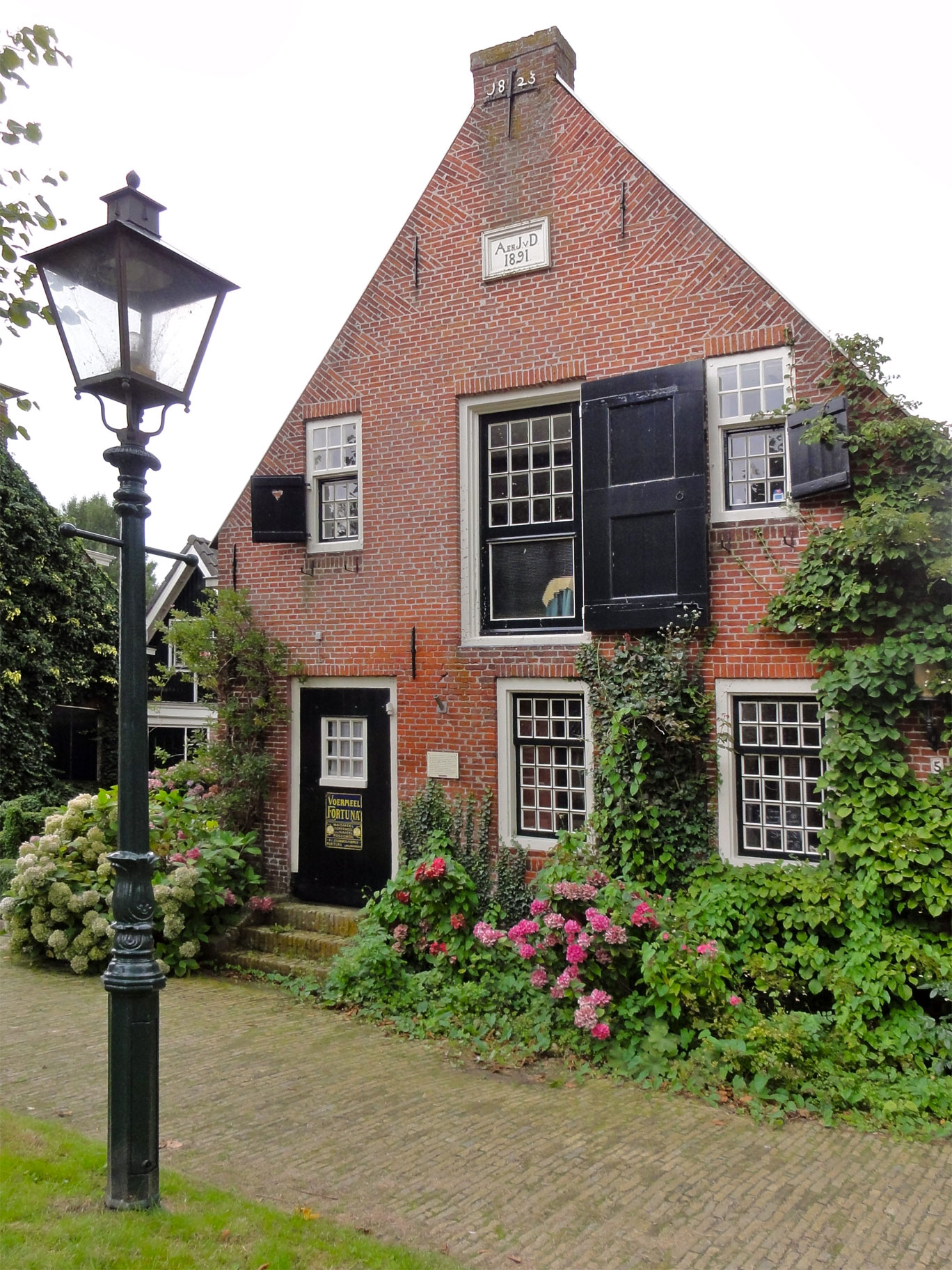
Het graanpakhuis aan de Haven 5 te Rottevalle

Het graanpakhuis is een monumentaal pand aan de Haven 5 in Rottevalle in de Nederlandse provincie Friesland.

## Geschiedenis
Het graanpakhuis aan de Haven te Rottevalle werd in 1823 gebouwd. Dit jaartal is te vinden in het topanker in de voorgevel. Het gebouw deed dienst als opslagplaats voor gerst ten behoeve van de productie van bier. Het pakhuis stond direct aan het water van de Lits, die tot 1956 door Rottevalle stroomde. In dat jaar werd de loop van het riviertje verlegd. In 1891 werd het pand verbouwd, ook dit jaartal is in de voorgevel te vinden met de initialen A en J van D. De D verwijst naar de oorspronkelijk eigenaren, de familie Van Dijk. In de 20e eeuw deed het gebouw dienst als opslagplaats voor veevoer. Rond 1981 werd het pand geschikt gemaakt om er in te wonen en vanaf die tijd heeft het gebouw de oorspronkelijke functie van pakhuis verloren en is het een woonhuis geworden. De laad- en losdeur van de zolderverdieping toont nog de oorspronkelijke functie van het gebouw. Bij de verbouwing is de voordeur verplaatst van het midden naar de zijkant. Op die plek bevond zich daarvoor een raam. Het voormalige graanpakhuis is erkend als rijksmonument.